# Chorigyne ensiformis
Chorigyne ensiformis là một loài thực vật có hoa trong họ Cyclanthaceae. Loài này được (Hook.f.) R.Erikss. miêu tả khoa học đầu tiên năm 1989.